# Kenneth Fabricius
Kenneth Fabricus (Skærbæk, 3 novembre 1981) è un ex calciatore danese, attaccante.

## Carriera
Ha iniziato a giocare per il Silkeborg IF nel 2000, firmando il suo primo contratto da professionista nel 2002. Nel luglio 2004, Fabricius si è trasferito al Viborg FF, dove ha giocato per due anni, prima di passare al SønderjyskE nell'estate del 2006.

## Palmarès

### Club

#### Competizioni nazionali
- Coppa di Danimarca: 1

Esbjerg: 2012-2013